# 15 Pułk Piechoty „Wilków”

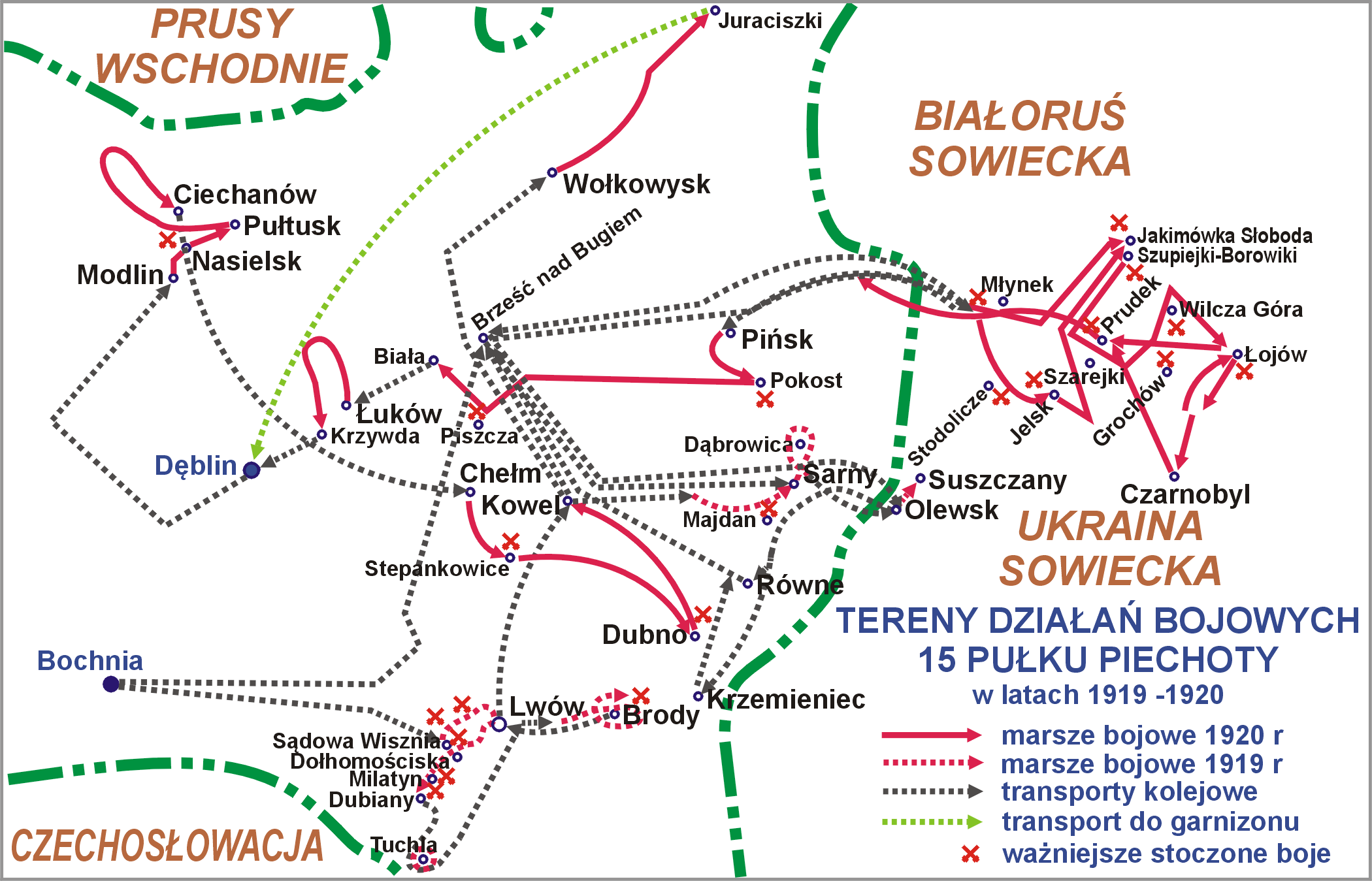
Tereny działań pułku w latach 1919-1920

15 Pułk Piechoty „Wilków” (15 pp) – oddział piechoty Wojska Polskiego w II Rzeczypospolitej.
Pułk sformowany został w 1919 jako pułk piechoty Ziemi Bocheńskiej.  Walczył w wojnie polsko-ukraińskiej i polsko-bolszewickiej. Szczególnie wsławił się w  boju  pod Stepankowicami. 
3 lipca 1920 dowódca pułku swoim rozkazem nadał pułkowi przydomek „Wilków”.
W okresie międzywojennym Pułk stacjonował w Dęblinie i wchodził w skład 28 Dywizji Piechoty. W kampanii wrześniowej walczył w składzie macierzystej dywizji w pasie obrony  Armii „Łódź”, a potem w obronie Modlina.

## Formowanie i zmiany organizacyjne
W grudniu 1918, w Bochni, z inicjatywy por. Ludwika Piątkowskiego, popartej czynnie przez majora Józefa Wolfa, rozpoczęto formowanie pułku piechoty Ziemi Bocheńskiej. 1 stycznia 1919 dowództwo pułku objął podpułkownik Wilhelm Fryś, który wydał pierwszy rozkaz pułkowy. W styczniu 1919 oddział został przemianowany na 16 pułk piechoty, a następnie 15 pułk piechoty.
Z ochotników z powiatów: bocheńskiego, grybowskiego i gorlickiego został sformowany I batalion w składzie trzech kompanii strzeleckich i oddziału karabinów maszynowych o ogólnym stanie  szesnastu oficerów i chorążych oraz 436 szeregowych. Ponadto zostały utworzone zawiązki dwóch batalionów pod dowództwem podporucznika Władysława Leona Uldanowicza i podporucznika Władysława Kucharskiego.
Latem zorganizowano pozostałe, przewidziane etatem, pododdziały pułku: II batalion, III batalion, batalion zapasowy, kompanię szturmową, kompanię techniczną i pluton telefoniczny. W drugiej połowie sierpnia 1919 wymienione wyżej pododdziały zostały skierowane na front, z wyjątkiem batalionu zapasowego, który pod dowództwem kapitana Włodzimierza Rachmistruka 20 sierpnia przybył do Ostrowi Mazowieckiej.
25 stycznia w Ogoliczach zebrały się wszystkie bataliony i oddziały sztabowe pułku. Rozformowano kompanię szturmowa, a w jej miejsce utworzono 4 kompanię karabinów maszynowych. 
W grudniu 1919 batalion zapasowy pułku stacjonował w Ostrowie Łomżyńskim.
Po Bitwie Warszawskiej wcielono do pułku batalion alarmowy 13 pułku piechoty i utworzono batalion sztabowy.

## Pułk w walce o granice

### Pułk w wojnie polsko-ukraińskiej
13 marca 1919 na front wojny polsko-ukraińskiej wyruszył nowo sformowany  I batalion mjr. Józefa Wolfa. Liczył wówczas 16 oficerów i 436 szeregowców. W składzie grupy gen.  Franciszka Aleksandrowicza pomaszerował na odsiecz Lwowa. 16 marca z Sądowej Wiszni uderzył na obsadzone przez Ukraińców wzgórze „Blich”. Opanował je i zajął Dołhomościska. Był to chrzest bojowy pododdziałów 15 pułku piechoty.

Następnego dnia  batalion odpierał kontrataki Ukraińców.
24 marca, współdziałając z grupą ppłk. Beckera, nacierał z powodzeniem na Czołhynie i Przyłbice. 
1 kwietnia bronił rubieży Bereźniaki–stacja kolejowa Wiszenka. Ze stanowisk obronnych przeprowadzał też wypady przed przedni skraj obrony.
Po zluzowaniu przeszedł do Rodatycz i zorganizował pozycję obronną pod Dołhomościskami. 
15 maja ruszyła ofensywa wojsk polskich w kierunku Zbrucza. 2. i 3. kompania strzelecka zajęły wioski Milatyn i Milczyce. W następnych dniach batalion opanował Rozdziałowice, Dublany, Łąkę, następnie przez Drohobycz, Borysław, Mrażnicę, Schodnicę dotarł do Synowódzka Niżnego i Wyżnego, skąd działał w kierunku na Tuchlę i Ławoczne.

### Działania w wojnie polsko-bolszewickiej
6 czerwca I batalion podporządkowany został dowódcy grupy operacyjnej „Bug" generała Henryka Minkiewicza. Zluzował 31 pułk piechoty i zajął stanowiska pod Suchodołami, a kilka dni później, już w składzie Grupy płk. Stanisława Pallego luzował stanowiska I/23 pułku piechoty w okolicach Buczyny.
Tam prowadził służbę patrolową.
28 czerwca przeszedł do natarcia i opanował Ożydów. Atakując dalej, we współdziałaniu z oddziałami Grupy mjr. Władysława Bończy-Uzdowskiego i z 2 pułkiem strzelców podhalańskich zdobył Olesko i Podhorce. W Brodach uzupełniony został kompanią marszową. 8 lipca zajął pozycje na wschód od Klekotowa.
11 lipca I batalion został zluzowany przez 2 pułk ułanów i odjechał do Kowla, a  dalej marszem pieszym przeszedł do Czartoryska. Tu walczył w obronie Kopyla, Kołków i Maniewicz.
26 lipca wszedł w skład Grupy płk. Stanisława Słupskiego i prowadził działania w rejonie Ośnicy. 
Potem, w Grupie płk. Stanisława Sochaczewskiego, działał w obszarze Dąbrowicy. 
W drugiej połowie sierpnia nowo sformowany II batalion pułku przewieziony został w strefę przyfrontową, rozlokował się w Sarnach i stanowił odwód 4 Dywizji Piechoty. W tym czasie I batalion otrzymał uzupełnienia, które pozwoliły mu zorganizować 4 kompanię strzelecką.
W tym samym czasie III batalion, kompania techniczna i szturmowa oraz dowództwo pułku stało w Brześciu w odwodzie Naczelnego Dowództwa Wojska Polskiego. Pod koniec września pułk bez dwóch batalionów wszedł w skład 9 Dywizji Piechoty, a w grudniu walczył w rejonie Iwaszkiewicz. 
25 stycznia 1920 stacjonował w Ogoliczach. Tu zebrały się  wszystkie bataliony  i oddziały sztabowe pułku. W tym czasie dowódcą pułku był mjr Józef Wolf.
2 lutego II batalion kpt. Antoniego Brodzikiewicza zluzował 32 pułk piechoty i zajął pozycje nad Ptyczą na odcinku Iwaszkiewicze-Kopytkowicze. 
12 lutego III batalion dowódca kpt. Roberta Zawadzkiego luzował 22 pułk piechoty na pozycji Stodolicze–Hrebień. Tu w walce wsławiła się 10 kompania por. Filipa Smiłowskiego.
W jej składzie walczyło 75 żołnierzy uzbrojonych między innymi w 4 ciężkie karabiny maszynowe. Polski wywiad doniósł, że Sowieci w najbliższym czasie planują uderzyć na Stodolicze i Hrebeń.
Dowódca 9 Dywizji Piechoty płk Władysław Sikorski nakazał przygotowanie działań uprzedzających i przeprowadzenie wypadu na tyły przeciwnika. Grupa wypadowa w składzie batalion 22 pułku piechoty i dwie kompanie 15 pułku piechoty wyruszyła nocą z 16 na 17 lutego z zadaniem zorganizowania pod Hrebeniem zasadzki na maszerujące na Stodolicze oddziały sowieckie. 
Tej samej nocy dowództwo sowieckiej 47 Dywizji Strzelców skierowało na tę miejscowość 422 pułk strzelców, wzmocniony baterią artylerii. Sowiecki pułk poszedł inną drogą niż oczekiwali Polacy i uniknął przygotowanej zasadzki; dwie godziny po wymarszu polskiej grupy wypadowej pojawił się pod Stodoliczami i uderzył na osamotnioną polską kompanię. 
Obroną Stodolicz kierował osobiście dowódca III/15 pp kpt. Robert Zawadzki. Atak nastąpił około 22.00. Przeciwnik dotarł na odległość stu metrów do polskich okopów i ruszył do szturmu „na bagnety”. Dopiero wówczas zaczęły strzelać cztery ciężkie karabiny maszynowe 10 kompanii, ustawione na skrzydłach obrony. W ich ogniu kilkakrotnie załamały się próby szturmu. Krytyczny moment boju nastąpił w chwili, kiedy oddział czerwonoarmistów wyszedł na tyły obrony i zaatakował stanowiska polskiej broni maszynowej. Obsługi, nie opuszczając stanowisk, obróciły ckm-y w stronę nieprzyjaciela, zasypały go ogniem i zmusiły do odwrotu. Po czterech godzinach walki napór przeciwnika osłabł. Wówczas kpt. Zawadzki wydał rozkaz do kontrataku. Dzięki dobrze ufortyfikowanej obronie Sowieci nie potrafili wykorzystać olbrzymiej przewagi liczebnej jaką posiadali w chwili rozpoczęcia ataku. Słabo wyszkoleni i źle dowodzeni czerwonoarmiści ponieśli wysokie straty i nie zdołali przełamać polskiej obrony. O świcie 17 lutego sowiecki pułk wycofał się, ponownie omijając polski oddział wypadowy czekający w zasadzce pod Hrebeniem.
20 lutego, będąca w składzie grupy mjr. Feliksa Jaworskiego, 11 kompania przyczyniła się do rozbicia sowieckiego 423 pułku piechoty i zdobycia jego sztandaru. W tym samym dniu I/15 pp, współdziałając z batalionem 34 pp i szwadronem jazdy tatarskiej, opanował Skryhałów. 
Na początku marca pułk nacierał na Mozyrz–Kalenkowicze. I i II batalion działał w składzie 2 Brygady Jazdy, a  III batalion  w składzie XVIII Brygady Piechoty. W następnych dniach pułk bronił linii kolejowej Szaciłki–Kalenkowicze od ujścia Żerdzianki do Berezyny do miejscowości Sałatucha i Domanowicze.
14 marca kontratakowali bolszewicy. 16 i 17 marca I batalion, oraz 5 i 6. kompania walczyły o Słobodę Jakimowską. Po zaciętych walkach obroniono pozycje i zepchnięto nieprzyjaciela do Berezyny. W tym samym czasie III batalion bronił się w wioskach Szwed i Borowiki. W kwietniu  batalion  na rozkaz dowódcy 2 Brygady Jazdy wycofał się w rejon Chomicz i Wiązownicy.
Działania nad Dnieprem
25 kwietnia ruszyła polska ofensywa na Kijów.
9 Dywizja Piechoty wykonywała uderzenie pomocnicze. Miała opanować linię Dniepru i Berezyny do Szaciłek. 3 maja 15 pułk piechoty został zluzowany, a część jego pododdziałów weszła  w skład XVIII Brygady Piechoty. W jej składzie z powodzeniem walczyły o Mikulicze, Szkuryły, Horodyszcze, Brahin, Petrych. 12 maja Brygada uderzyła na Łojów i 14 maja zdobyła go wychodząc na linię Dniepru. 
Tu 15 pp podporządkowany został dowódcy XVII Brygady Piechoty i przeszedł do obrony. Jego I batalion bronił Łojowa, II batalion odcinek na północ od  miejscowości, a  III batalion ześrodkował się  u ujścia Prypeci i przeszedł w podporządkowanie dowódcy 2 Brygady Jazdy. 11 i 12 kompania pozostawała w dyspozycji dowódcy Flotylli Pińskiej. Na początku czerwca II batalion por. Bolesława Mirgałowskiego powstrzymywał uderzenia bolszewickie na miasto. On także organizował także wypady za Dniepr. 15 czerwca wzmocniony pluton pod dowództwem por. Piotra Łaszkiewicza uderzył na Radul, rozbijając stacjonujący tam oddział kawalerii wroga.
Pułk w działaniach odwrotowych
5 czerwca 1 Armia Konna Siemiona Budionnego przerwała front wołyński. Rozpoczął się odwrót wojsk polskich. 21 i 22 czerwca II batalion walczył w rejonie Zahala. Prowadząc działania opóźniające, poniósł duże straty pod Ogrodnikami. Później walczył w Prudku, a 25 czerwca wycofał się do Hulewicz. Tam też dotarł I batalion wcześniej walczący pod Antucewiczami Wielkimi z sowieckim 4 pułkiem kawalerii. W kolejnych dniach pułk bronił rejonu Łubnie–Szarejki, a 30 czerwca przeszedł do odwodu w rejonie Żytkowicz. Na początku lipca jego kompania techniczna wzmocniła obsadę między Kopatkiewiczami a ujściem Młynka.
4 lipca do ofensywy przeszedł Front Zachodni Michaiła Tuchaczewskiego. Oddziały polskie cofały się w głąb kraju. 9 lipca pułk przetransportowany został do Pińska, a cztery dni później zorganizował obronę nad Styrem na odcinku od Prywitówki do Myszkowic. W kolejnych walkach wycofał się nad Młynek, później zamykał drogę Kobryń-Kowel, a na początku sierpnia walczył we Włodawie.
Udział w Bitwie Warszawskiej
6 sierpnia  Naczelny Wódz, marszałek Józef Piłsudski podjął decyzję o przeprowadzeniu zwrotu zaczepnego znad Wieprza i stoczenia walnej bitwy na przedpolach Warszawy. W tym celu rozpoczęto koncentrację jednostek, które miały wejść w skład grupy uderzeniowej, a także przegrupowywano oddziały mające bronić samej Warszawy i osłaniać tę obronę od północy. 5 Armia gen. Władysława Sikorskiego miała osłonić lewe skrzydło 1 Armii gen. Franciszka Latinika walczącej na przedpolach Warszawy do czasu, aż wojska uderzające znad Wieprza nie  wejdą na tyły nieprzyjaciela
W ramach przegrupowania wojsk polskich i przygotowań do bitwy pod Warszawą, 11 sierpnia Pułk został zawagonowany i przewieziony do Modlina. Tu, w składzie 9 Dywizji Piechoty, stanowił odwód 5 Armii gen. Władysława Sikorskiego. Już 16 sierpnia wyruszył na linię frontu i zluzował w Nasielsku 22 pułk piechoty. Z pozycji obronnych uderzył na Poniaty Wielkie i Poniaty Kęczki, a 17 sierpnia wyzwolił Pułtusk. 18 sierpnia dwie kompanie III batalionu wspierane III/16 pal opanowały Białowieżę i Olszak. Do 29 sierpnia pułk oczyszczał  z nieprzyjaciela teren północnego Mazowsza.
Pułk w ofensywie jesiennej
Na początku września pułk przerzucony został transportem kolejowym do Chełma. Tam wszedł w skład 3 Armii gen. Władysława Sikorskiego. Wzmocniony I i II dywizjonem 9 pułku artylerii polowej, zgrupował się w Putnowicach i Komanowie, a następnie przeszedł do Raciborowic i dalej maszerował na Stepankowice i Kopyłów. Będące w odwrocie oddziały kawalerii Budionnego broniły wzgórz w okolicach Kułakowic.  5 września uderzyły na nie z powodzeniem cztery kompanie polskiej piechoty z II i III/15 pp. Kawaleria sowiecka kontratakowała ze wzgórza Moniatycz bez powodzenia. Po odparciu kontrataków, 15 pułk piechoty nacierał dalej i opanował Stepankowice, Ubrodowice i Moniatycze. Tu został zatrzymany. Późnym popołudniem bolszewicy odbili Janki, a tym samym zostało odsłonięte prawe skrzydło pułku. Dokonując głębokiego obejścia, nieprzyjaciel uderzył na tyły i dowództwo pułku stacjonujące w  Stepankowicach. Otoczone trzy kompanie 15 pp stawiały zacięty opór. Straty po obu stronach były znaczne.
Po bitwie pułk został uzupełniony kompanią alarmową z 29 pułku Strzelców Kaniowskich.
6 września 15 pp atakował powtórnie. Zajął Kopyłów, Kobło oraz Hrebenne i po kilku dniach wyszedł na linię Bugu. W drugiej dekadzie pułk wziął udział w ofensywie 3 Armii na Wołyniu. 19 września zajął Dubno, następnego dnia wyruszył przez Łuck do Kowla. Później przewieziony został koleją do Jędrzejówki, a następnie obsadził na linię graniczną w rejonie Juraciszki–Traby.

### Bilans walk
W działaniach wojennych 15 pułk piechoty zdobył 5 dział, około 100 karabinów maszynowych, parę tysięcy karabinów powtarzalnych, przeszło 1500 jeńców, około 100 koni, kilka parowozów i dziesiątki wagonów kolejowych, znaczną liczbę wozów taborowych i wózków pod karabiny maszynowe, liczne magazyny żywności, mundurów i sprzętu, dziesiątki aparatów telegraficznych, setki aparatów telefonicznych wraz ze znaczną ilością przewodu telefonicznego oraz jedną chorągiew pułku sowieckiego.
| Żołnierze pułku polegli i zmarli z ran | Żołnierze pułku polegli i zmarli z ran | Żołnierze pułku polegli i zmarli z ran |
| Oficerowie                             | Oficerowie                             | Oficerowie                             |
| -------------------------------------- | -------------------------------------- | -------------------------------------- |
| pchor. Athanaskowiez Edward            | ppor. Jaworski Aleksander              | ppor. Świątkowski Józef                |
| ppor. Czauderna Tadeusz                | ppor. Łazowski Stefan                  | ppor. Wasylewiez Jan                   |
| ppor. Czauderna Tadeusz                | ppor. Mińezakowski Władysław           | kpt. Zawadzki Robert                   |
| ppor. Gelwinowski Aleksander           | por. Filip Śmiłowski                   |                                        |
| Szeregowi                              |                                        |                                        |
| szer. Abrahamowicz Teodor              | szer. Angiczowicz Leon                 | szer. Arominiak Stanisław              |
| szer. Arymatys Józef                   | szer. Augustyniak Stanisław            | szer. Augustyniak Piotr                |
| szer. Auguszezyński Franciszek         | szer. Bajda Stanisław                  | szer. Bakalarezyk Roman                |
| szer. Bartnicki Jan                    | szer. Bednarski Czesław                | szer. Bekerman Icek                    |
| szer.Biedziński Stanisław              | szer. Bieńkiewicz Izrael               | szer. Bodzan Aleksander                |
| plut. Bogusz Stanisław                 | szer. Brejnok Feliks                   | sierż. Burzawa Stanisław               |
| szer. Celejewski Stanisław             | st.szer. Chała Walenty                 | szer. Chmura Ludwik                    |
| szer. Cholewa Antoni                   | szer. Chrabąszcz Jan                   | szer. Cichoński Roman                  |
| szer. Ciempka Stanisław                | kpr. Cygan Władysław                   | szer. Cymbelman Mordko                 |
| szer. Czaporowski Zdzisław             | szer. Czeczółka Władysław              | szer. Darun Franciszek                 |
| szer. Dąbkowski Władysław              | szer. Dąbrowski Jan                    | szer. Dąbski Stefan                    |
| szer. Dobrzak Władysław                | szer. Dukaczewski Jan                  | szer. Dukaczewski Leon                 |
| szer. Dulik Stefan                     | plut. Dziuban Wojciech                 | szer. Dziurdzia Jan                    |
| szer. Elszyn Konstanty                 | szer. Fortuna Piotr                    | szer. Furmańczyk Stanisław             |
| szer. Giński Adam                      | st.szer. Głąbała Józef                 | szer. Godlewski Józef                  |
| szer. Gomułowski Józef                 | szer. Gondarczyk Stanisław             | szer. Gorzałczany Symeha-Pinkus        |
| szer. Góralczyk Stanisjaw              | szer. Górecki Feliks                   | szer. Graniczny Józef                  |
| szer. Grundlat Gerszon                 | szer. Grybel Józef                     | szer. Gurbała Bolesław                 |
| st. szer. Gut Wojciech                 | szer. Hejda Walenty                    | szer. Hołka Marcin                     |
| szer. Hołub Rudolf                     | szer. Humieńczyk Józef                 | szer. Jdezak Emil                      |
| szer. Jakubczak Jan                    | szer. Jarząbek Marjan                  | st. szer. Jóźwik Józef                 |
| szer. Kamiński Jan                     | szer. Kamiński Władysław               | szer. Karnas Józef                     |
| szer. Kawa Bronisław                   | szer. Kawecki Władysław                | szer. Kipiel Józef                     |
| szer. Kirszenbaum Ernest               | szer. Kleine Lucjan                    | szer. Klimczak Władysław               |
| szer. Klimowicz Antoni                 | szer. Kmieć Kazimierz                  | szer. Kobiclski Stefan                 |
| szer. Kobus Jan                        | szer. Kosela Władysław                 | szer. Kostur Tomasz                    |
| szer. Kotyliński Franciszek            | szer. Kowalczyk Stanisław              | szer. Kowalski Michał                  |
| szer. Kowara Jan                       | szer. Kozioł Antoni                    | szer. Krae Piotr                       |
| szer. Kreda Dawid                      | szer. Kret Antoni                      | szer. Kruż Mikołaj                     |
| szer. Krzemiński Józef                 | szer. Krzykawski Jan                   | szer. Krzyżaniak Wacław                |
| kpr. Książek Jan                       | szer. Kuczyński Antoni                 | szer. Kulasiński Stefan                |
| szer. Kułakowski Władysław             | plut. Kurek Józef                      | szer. Kurowski Jan                     |
| szer. Kurszenbaum Henryk               | szer. Laska Stanisław                  | szer. Laska Wacław                     |
| st. szer. Lizak Jan                    | sierż. Lyszezarz Jan                   | szer. Lyszezarz Józef                  |
| szer. Majewski Jan                     | szer. Maleńka Jan                      | szer. Malusiak Józef                   |
| st.szer. Maniak Jan                    | szer. Mańkiewiez Michał                | szer. Marciniak Aleksander             |
| szer. Marczak Karol                    | szer. Maruszezak Michał                | szer. Mech Aleksander                  |
| szer. Michalik Stanisław               | szer. Miecznik Stanisław               | plut. Mikło Andrzej                    |
| szer. Mikołajczyk Michał               | szer. Mirek Franciszek                 | szer. Molka Józef                      |
| szer. Mucha* Antoni                    | szer. Naukiewicz Michał                | szer. Nogal Stanisław                  |
| szer. Nowak Jan                        | st. szer. Nowak Józef                  | szer. Oleksy Józef                     |
| szer. Ostrowski Michał                 | szer. Owsianka Franciszek              | szer. Pabis Stanisław                  |
| szer. Pająk Franciszek                 | szer. Parafiński Piotr                 | szer. Paryż Józef                      |
| szer. Patyna Antoni                    | szer. Pawłowski Jakób                  | szer. Perman Uszer                     |
| plut. Piasecki Jan                     | szer. Piąstka Kazimierz                | szer. Pichit Jan                       |
| szer. Piechota Władysław               | szer. Piesiak Roman                    | szer. Piekarski Józef                  |
| szer. Piwowarski Leon                  | szer. Plachecki Józef                  | plut. Polak Jan                        |
| szer. Popławski Stanisław              | szer. Porębski Jan                     | szer. Pośpiech Wojciech                |
| szer. Potas Jan                        | szer. Potok Jan                        | szer. Psamski Jan                      |
| szer. Puchalski Bolesław               | szer. Pudkowski Aleksander             | st. szer. Pyrczak Tadeusz              |
| sierż. Pyrz Karol                      | szer. Rabiniak Michał                  | szer. Racław Jan                       |
| szer. Radomski Jan                     | szer. Rak Jan                          | szer. Rak Leon                         |
| szer. Ramaszko Jan                     | szer. Rewers Adam                      | szer. Robak Andrzej                    |
| szer. Rogodzimski Antoni               | szer. Roguski Czesław                  | szer. Roman Franciszek                 |
| szer. Sadurski Antoni                  | szer. Serwicki Stefan                  | szer. Skomecki Stanisław               |
| szer. Ślusarz Aleksander               | szer. Słodkowski Franciszek            | szer Sobczak Władysław                 |
| szer. Soląc Józef                      | szerstępień Józef                      | szer. Stępień Wacław                   |
| szerstruski Józef                      | szer. Styrczewski Józef                | sierżsuder Stanisław                   |
| szer. Sułkowski Piotr                  | szer. Szczepański Michał               | szer. Szlaski Szmul                    |
| szer. Szmidt Szczepan                  | szer. Sztejman Israel                  | szer. Szymanik Stanisław               |
| szer. Szymański Jan                    | szer. Szymański Józef                  | szer. Szymański Paweł                  |
| szer. Szymański Stanisław              | kpr. Szymczyk Władysław                | plut. Świątek Antoni                   |
| szer. Świątek Władysław                | szer. Śwież Józef                      | szer. Tafii Mar Jan                    |
| szer Tatarz Adam                       | szer. Tatar Józef                      | szer. Tejpendiner Bernard              |
| szer. Tomczak Aleksander               | szer. Totoś Jan                        | plut. Trąbacz Wojciech                 |
| szer. Trzęsowski Stanisław             | szer. Tygeł Zygmunt                    | szer. Waszczuk Antoni                  |
| szer. Wawrzyniak Antoni                | szer. Wcisło Augustyn                  | szer. Weber Dawid                      |
| szer. Wejs Izaak                       | szer. Wejsbainn Icek                   | szer. Wejsman Dawid                    |
| szer. Wejsmehl Jakób                   | szer. Węgrzyński Jan                   | szer. Widłak Marcin                    |
| szer. Wielawski Władysław              | szer. Wierzbiński Marceli              | szer. Wiśnicki Jan                     |
| szer. Włodarczyk Piotr                 | szer. Wnuk Józef                       | szer. Wojciechowski Jan                |
| szer. Wójcik Karol                     | szer. Wójcik Stanisław                 | szer. Wojtczak Marjan                  |
| szer. Wolbaeh Władysław                | szer. Woźniak Andrzej                  | szer. Wszołek Wojciech                 |
| szer. Wysocki Piotr                    | szer. Zaręba Stanisław                 | szer. Zastawny Władysław               |
| szer. Zawada Hersz                     | szer. Zawieja Stanisław                | szer. Zawistowski Franciszek           |
| sz.er. Zegleń Stanisław                | kpr. Ziemba Jan                        | szer. Ziółkowski Józef                 |
| szer. Ziółkowski Stanisław             | szer. Zwolak Michał                    | szer. Zwolenik Jan                     |
| szer. Żaba Ignacy                      | szer. Żelazkowski Stanisław            | szer. Żeliga Piotr                     |
| szer. Żuławiak Piotr                   | szer. Żygadło Stanisław                |                                        |

Straty w zmarłych z powodu chorób, nabytych w czasie działań pułku na froncie to 153 szeregowych.

### Kawalerowie Virtuti Militari
| Odznaczeni Krzyżem Srebrnym Orderu Wojskowego Virtuti Militari za wojnę 1920 roku | Odznaczeni Krzyżem Srebrnym Orderu Wojskowego Virtuti Militari za wojnę 1920 roku | Odznaczeni Krzyżem Srebrnym Orderu Wojskowego Virtuti Militari za wojnę 1920 roku |
| --------------------------------------------------------------------------------- | --------------------------------------------------------------------------------- | --------------------------------------------------------------------------------- |
| Chorągiew pułkowa nr 2915                                                         | sierż. Michał Biniaszczyk                                                         | szer. Kazimierz Błachowicz,                                                       |
| sierż. Tadeusz Brudnik                                                            | plut. Michał Burkiewicz                                                           | szer. Jan Ciepielowski                                                            |
| st. szer. Andrzej Chyliński                                                       | sierż. Ignacy Dąbrowski                                                           | por. Ludwik Dujanowicz                                                            |
| ppor. śp. Aleksander Jaworski                                                     | szer. Aleksander Kacprzyk                                                         | plut. Józef Kawalec                                                               |
| sierż. Stanisław Kielar                                                           | kpt. Kazimierz Kiwała                                                             | st. sierż. Antoni Kołodziej                                                       |
| ppor. Stanisław Kowalski                                                          | ppor. Stefan Lebensztejn                                                          | kpt. Piotr Łaszkiewicz                                                            |
| ppor. Paweł Łuczak                                                                | kpr. Stanisław Macha                                                              | sierż. Antoni Malaga                                                              |
| ppor. Eugeniusz Małecki                                                           | plut. Eugeniusz Micek                                                             | por. Bolesław Mirgałowski                                                         |
| podch. Piotr Nowosielski                                                          | kpr. Adam Rak                                                                     | szer. Antoni Rok                                                                  |
| por. Gracjan Samek                                                                | plut. Władysław Jan Sekuła                                                        | ppor. Władysław Suwalski                                                          |
| sierż. Czesław Szperka                                                            | ppor. Władysław Leon Uldanowicz                                                   | por. Augustyn Waluś                                                               |
| plut. Stanisław Widła                                                             | mjr Bolesław Zaleski                                                              | sierż. Jan Żabiński                                                               |

Ponadto Krzyżem Walecznych odznaczonych zostało 480 żołnierzy, a w liczbie tej: 62 oficerów, 3 chorążych, 3 podchorążych i 284 szeregowych. Powyższe liczby obejmują:
- odznaczonych czterokrotnie 8 oficerów, 2 chorążych, 1 podchorążego, 2 szeregowych,
- odznaczonych trzykrotnie 13 oficerów, 4 szeregowych,
- odznaczonych dwukrotnie 19 oficerów, 2 podchorążych i 34 szeregowych[43].

## Pułk w okresie pokoju

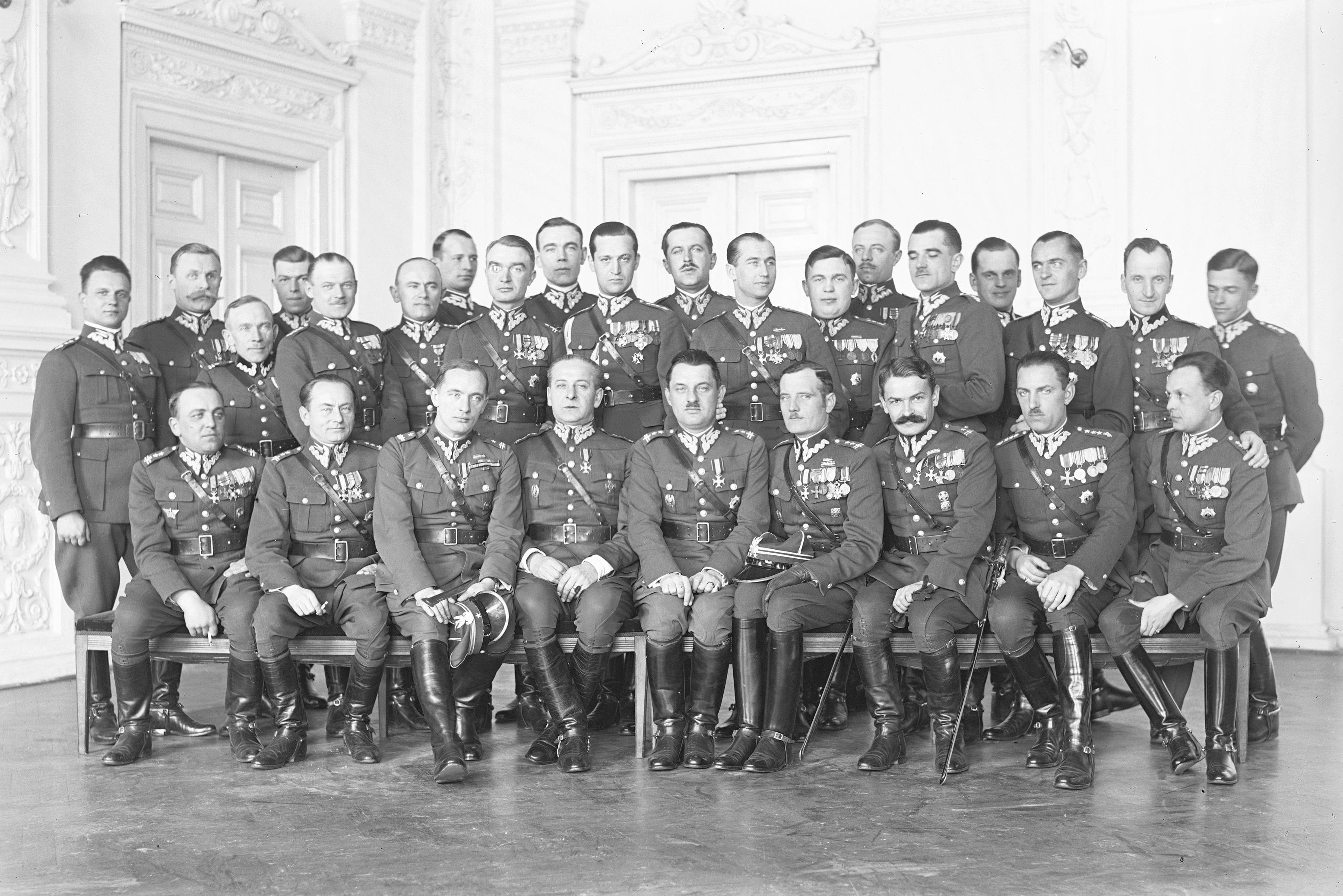
Oficerowie 1 Pułku Szwoleżerów oraz 15 Pułku Piechoty; 1930

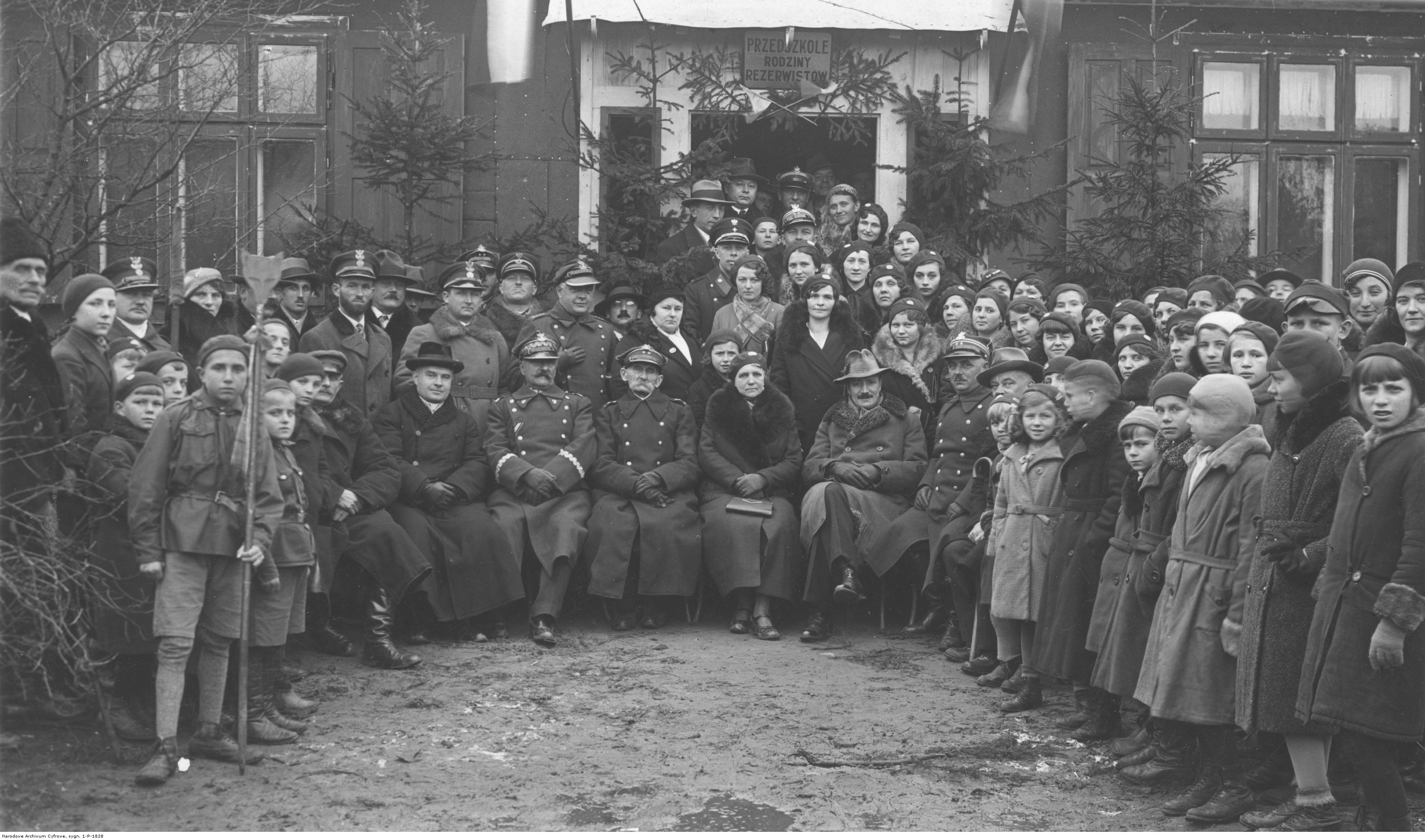
Poświęcenie świetlicy i przedszkola Związku Rezerwistów RP w osadzie Irena k. Dęblina. W pierwszym rzędzie widoczni gen. Bolesław Frej, weteren powstania styczniowego Aleksander Uchnast i d-ca 15 pp ppłk Władysław Wojakowski; 1933

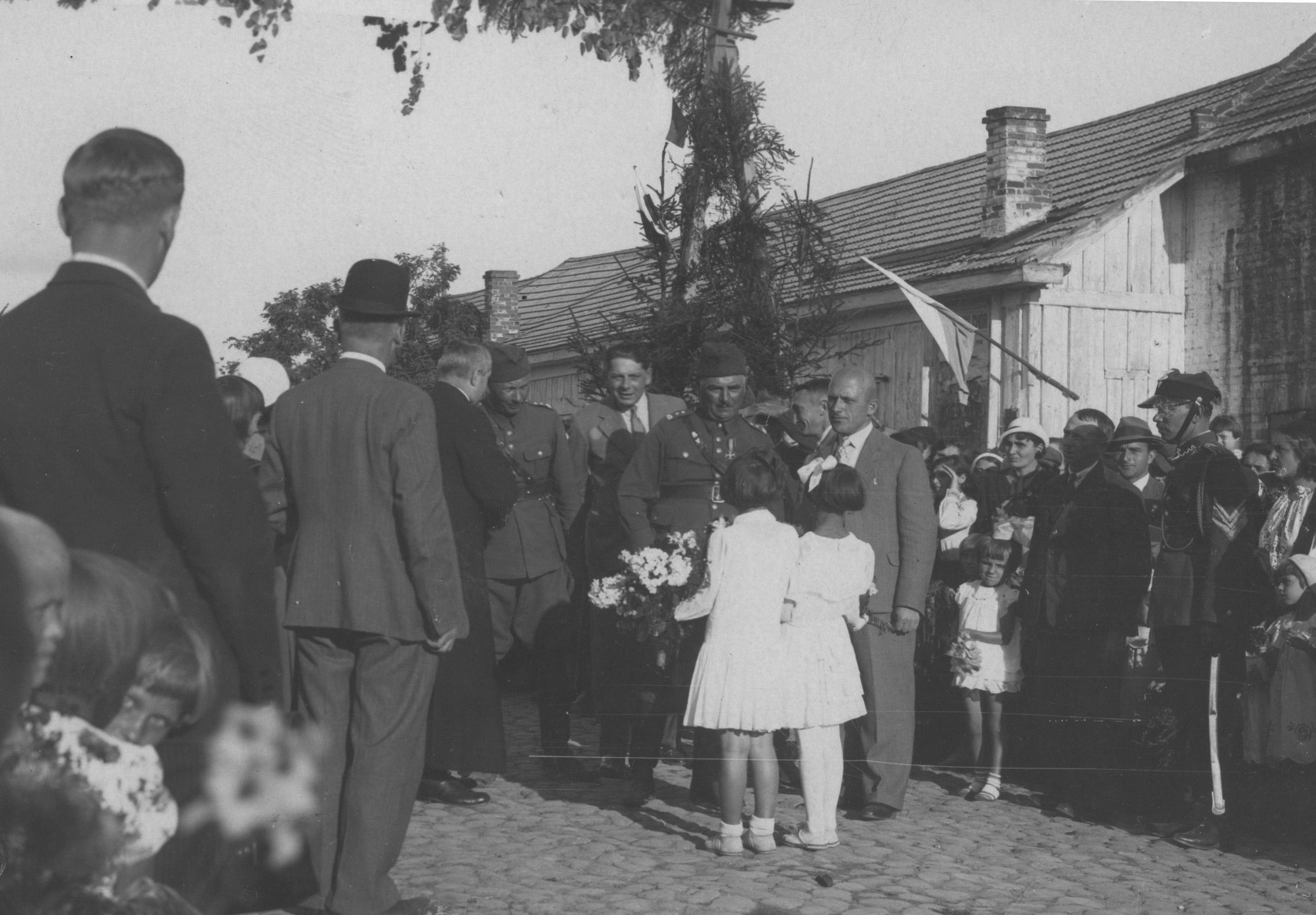
Powitanie w osadzie Irena k. Dęblina żołnierzy 15 pp powracających z ćwiczeń - dziewczynki wręczają kwiaty d-cy ppłk. Władysławowi Wojakowskiemu; 1934

Dowody cnót żołnierskich, złożone przez 15 pp. w dwuletniej wojnie z wrogami Polski, spotkały się z wysokim uznaniem Naczelnego Wodza, Marszałka Polski Józefa Piłsudskiego, który 4 grudnia 1920 r. o godz. 14 na polach Łazdun koło Lidy własnoręcznie dokonał uroczystego aktu dekoracji chorągwi i trąbek artyleryjskich pułków 9 DP najwyższym odznaczeniem wojskowym, „Virtuti Militari” V klasy. 15 pp. nie posiadał wówczas własnej chorągwi. Jej brak zastąpiono wypożyczoną z Warszawy, na której zawisł Krzyż Orderu „Virtuti Militari” nr 2915.
19 sierpnia 1921 roku do Dęblina przybył batalion zapasowy 15 pp.
Po dwuletnich trudach wojennych i prawie jednorocznym postoju na pograniczu sowieckim nadeszła chwila, w której 15 pp, z powodu zmian wprowadzanych w organizacji wojska przeszedł z 9 Dywizji Piechoty do warszawskiej 28 Dywizji Piechoty. W dniach od 19 do 21 sierpnia 1921 pułk przybył na stały postój do Dęblina, na terenie Okręgu Korpusu Nr I.
W maju 1925 Wojskowy Sąd Okręgowy Nr I w Warszawie pod przewodnictwem podpułkownika Korpusu Sądowego Stanisława Orskiego skazał pięciu oficerów 15 pp oskarżonych o stosowanie niedozwolonych kar względem podwładnych żołnierzy, a mianowicie stójki pod ciężkim karabinem maszynowym, które powodowały dość liczne omdlenia oraz systematyczne bicie po twarzy: kapitana Ludwika Karola Piątkowskiego na karę jednego roku twierdzy, kapitana Władysława II Więckowskiego na karę półtora roku więzienia i zwolnienie ze służby, kapitana Aleksandra Krawieckiego na karę sześciu tygodni i jednego dnia twierdzy, porucznika Stefana Przegrodę na karę jednego roku więzienia i zwolnienie ze służby oraz porucznika Mikołaja Buśkiewicza na karę sześciu tygodni i jednego dnia twierdzy; Najwyższy Sąd Wojskowy odrzucił zażalenie obrony i utrzymał w mocy wyrok sądu I instancji.
19 maja 1927 roku Minister Spraw Wojskowych marszałek Polski Józef Piłsudski ustalił i zatwierdził dzień 5 września, jako datę święta pułkowego. Pułk obchodził swoje święto w rocznicę boju stoczonego w 1920 roku pod Stepankowicami.
W pułku zorganizowano specjalną kompanię dla opóźnionych, która szkoliła rekrutów dla potrzeb całego DOK. Żołnierze ci wcześniej z różnych przyczyn opóźnili swoje stawiennictwo w macierzystej jednostce.
Na podstawie rozkazu wykonawczego Ministerstwa Spraw Wojskowych do Departamentu Piechoty o wprowadzeniu organizacji piechoty na stopie pokojowej PS 10-50 z 1930 roku, w Wojsku Polskim wprowadzono trzy typy pułków piechoty. 15 pułk piechoty zaliczony został do typu I pułków piechoty (tzw. „normalnych”). W każdym roku otrzymywał około 610 rekrutów. Stan osobowy pułku wynosił 56 oficerów oraz 1500 podoficerów i szeregowców. W okresie zimowym posiadał batalion starszego rocznika, batalion szkolny i skadrowany, w okresie letnim zaś batalion starszego rocznika i dwa bataliony poborowych. W pułku zorganizowano też specjalną kompanię dla opóźnionych, która szkoliła rekrutów dla potrzeb całego DOK. Żołnierze ci wcześniej z różnych przyczyn opóźnili swoje stawiennictwo w macierzystej jednostce.
| Obsada personalna i struktura organizacyjna w marcu 1939 | Obsada personalna i struktura organizacyjna w marcu 1939 |
| Stanowisko                                               | Stopień, imię i nazwisko                                 |
| Dowództwo, kwatermistrzostwo i pododdziały specjalne     | Dowództwo, kwatermistrzostwo i pododdziały specjalne     |
| -------------------------------------------------------- | -------------------------------------------------------- |
| dowódca pułku                                            | płk dypl. Władysław Frączek                              |
| I zastępca dowódcy                                       | ppłk Stefan Marceli Kotowski                             |
| I zastępca dowódcy (dubler)                              | ppłk kontr. Borys Barwiński                              |
| adiutant                                                 | kpt. Eugeniusz Ladenberger                               |
| starszy lekarz                                           | mjr dr Tadeusz Ganc                                      |
| młodszy lekarz                                           | vacat                                                    |
| II zastępca dowódcy (kwatermistrz)                       | mjr Tadeusz Marian Sobolewski                            |
| oficer mobilizacyjny                                     | kpt. adm. (piech.) Michał Iskierko                       |
| zastępca oficera mobilizacyjnego                         | kpt. Zdzisław Jan Pierożek                               |
| oficer administracyjno-materiałowy                       | kpt. Jan I Kowalczyk                                     |
| oficer gospodarczy                                       | kpt. int. Franciszek Jędrzejewski                        |
| oficer żywnościowy                                       | chor. Stanisław Karaim                                   |
| oficer taborowy                                          | kpt. tab. Władysław IV Karpiński                         |
| kapelmistrz                                              | vacat                                                    |
| dowódca plutonu łączności                                | por. Roman Jan Jaworski                                  |
| dowódca plutonu pionierów                                | por. Zygmunt Żyłka vulgo Żebracki                        |
| dowódca plutonu artylerii piechoty                       | por. art. Bolesław Sobolewski                            |
| dowódca plutonu ppanc.                                   | ppor. Teodor Banaszczyk                                  |
| dowódca oddziału zwiadu                                  | ppor. Wincenty Ciaś                                      |
| I batalion                                               |                                                          |
| dowódca batalionu                                        | mjr Władysław Naprawa                                    |
| dowódca 1 kompanii                                       | kpt. Józef Czesław Niessner                              |
| dowódca plutonu                                          | ppor. Bogdan Teodoryk Michalik                           |
| dowódca plutonu                                          | chor. Jan Zastawniak                                     |
| dowódca 2 kompanii                                       | kpt. Michał Mordwiłko                                    |
| dowódca plutonu                                          | ppor. Jan Szczepański                                    |
| dowódca 3 kompanii                                       | por. Leopold Michał Axmann                               |
| dowódca plutonu                                          | ppor. Antoni Słyk                                        |
| dowódca 1 kompanii km                                    | por. Mieczysław Grzebieniowski                           |
| dowódca plutonu                                          | ppor. Stanisław Czaja                                    |
| II batalion                                              |                                                          |
| dowódca batalionu                                        | mjr Walerian Wieleżyński                                 |
| dowódca 4 kompanii                                       | kpt. Kazimierz Sokołowski                                |
| dowódca plutonu                                          | por. Ludwik Marszałek                                    |
| dowódca plutonu                                          | ppor. Jan Kazimierz Hejke                                |
| dowódca 5 kompanii                                       | kpt. Piotr Ignacak                                       |
| dowódca plutonu                                          | ppor. Józef Nasiełowski                                  |
| dowódca 6 kompanii                                       | por. Leon Leśniak                                        |
| dowódca plutonu                                          | ppor. Piotr Jan Kotonowicz                               |
| dowódca 2 kompanii km                                    | kpt. Stanisław Dorobek                                   |
| dowódca plutonu                                          | ppor. Stanisław Jan Michalik                             |
| III batalion                                             |                                                          |
| dowódca batalionu                                        | mjr Karol Stanisław Sadowski                             |
| dowódca 7 kompanii                                       | por. Marian Adam Stępień                                 |
| dowódca plutonu                                          | ppor. Zbigniew Jaciński                                  |
| dowódca 8 kompanii                                       | kpt. Paweł Skowron                                       |
| dowódca plutonu                                          | ppor. Henryk Feliks Woźniak                              |
| dowódca 9 kompanii                                       | kpt. Jerzy Tadeusz Starzycki                             |
| dowódca plutonu                                          | ppor. Konstanty Rewkowski                                |
| dowódca plutonu                                          | chor. Jan Kamionka                                       |
| dowódca 3 kompanii km                                    | kpt. Franciszek Polkowski                                |
| dowódca plutonu                                          | por. Szczepan Ochap                                      |
| na kursie                                                | por. Jan Matysek                                         |
| na kursie                                                | por Stanisław Rusznica                                   |
| Dywizyjny Kurs Podchorążych Rezerwy 28 DP                |                                                          |
| dowódca                                                  | mjr Zygmunt Szymański                                    |
| dowódca plutonu strzeleckiego                            | por. Piechowicz Stanisław                                |
| dowódca plutonu strzeleckiego                            | por. Zbigniew Bożenna Rudziński                          |
| dowódca plutonu strzeleckiego                            | por. Roman Siwek                                         |
| dowódca plutonu km                                       | por. Stanisław Marek Bartłomowicz                        |
| Komendy PW                                               |                                                          |
| obwodowy komendant PW nr 15                              | kpt. adm. (piech.) Józef Bardzik                         |
| powiatowy komendant PW „Puławy”                          | por. piech. Józef Jan Leon Grodzicki                     |
| powiatowy komendant PW „Garwolin”                        | por. adm. (piech.) Marceli Pająk                         |

## 15 pp w kampanii wrześniowej

### Mobilizacja
15 pułk piechoty „Wilków” zmobilizowany został w ramach mobilizacji alarmowej w grupie „czarnej” w okresie 24–26 sierpnia 1939 w garnizonie Dęblin. Oprócz etatowych pododdziałów 15 pp zmobilizowano w oparciu o jego kadrę oficerską i podoficerską, rezerwistów oraz uzbrojenie i wyposażenie następujące pododdziały:
w mobilizacji alarmowej w grupie „brązowej” 
- kompania km plot. nr 15 typu „B”
- kompania km plot. nr 16 typu „B”

w mobilizacji alarmowej w grupie „czarnej”
- kompania wartownicza nr 4, 15 batalionu wartowniczego
- kompania sanitarna nr 103
- kolumna taborowa nr 117
- kolumna taborowa nr 118

w mobilizacji powszechnej w I rzucie 
- komenda placu typ I „Dęblin”

w mobilizacji powszechnej w II rzucie
- samodzielna kompania km i broni towarzyszących nr 14
- III batalion 93 pp
- batalion marszowy 15 pp[56].

15 pp wraz z kolumnami taborowymi i kompanią sanitarną weszły w skład 28 Dywizji Piechoty. Batalion III/93 pułku piechoty i skkm i bt nr 14 weszły w skład 39 Dywizji Piechoty rez. W nocy 26/27 sierpnia pułk i oddziały dywizyjne transportami kolejowymi odjechały przez Siedlce, Małkinię, Warszawę, Koluszki i Łódź do Zduńskiej Woli. Dotarły tam nocą 28/29 sierpnia, następnie 15 pp przeszedł do Emanuelina w rejonie Wielunia. 29 i 30 sierpnia 15 pp wraz z przydzielonym dywizjonem II/28 pułku artylerii lekkiej zajął stanowiska obronne w pasie obrony 28 DP Świątkowice–Łagiewniki–Raczyn–Staw. Odcinek obrony obsadziły: I batalion wzgórze 190 od wsi Czarnożyły do przysiółka Zagródka, II batalion rejon wsi Łagiewniki frontem na zachód i południe, III batalion w lesie koło Emanuelina jako odwód. Pododdziały pułku przystąpiły do inżynieryjnej rozbudowy terenu, kopano rowy strzeleckie, budowano przeszkody terenowe z drutów kolczastych, zawały leśne.

### Działania bojowe

#### Bój graniczny nad Wartą
1 września 1939 roku samolot niemiecki w godzinach porannych ostrzelał żołnierzy 15 pp i wspomagającą ludność cywilną przy pracach inżynieryjnych, został on zestrzelony przez żołnierzy 15 pp. W godzinach popołudniowych pododdziały I rzutowe pułku weszły w kontakt z pancernymi czołówkami niemieckimi od strony Walichnów. Pierwsze walki z podchodzącymi oddziałami stoczył pluton zwiadowców konnych, II batalion z plutonem artylerii piechoty oraz osłaniająca skrzydło pułku kawaleria dywizyjna 28 DP. 2 września w godzinach popołudniowych wysunięte placówki II batalionu odparły atak niemieckiego szwadronu strzelców zmotoryzowanych z czołgami w rejonie Raczyna i Białej Rządowej. Nocą 2/3 września 15 pp stanowił straż tylną wycofującej się 28 DP na nową linię obronną nad rzekami: Wartą i Widawką. II batalion osłaniał zachodnie skrzydło dywizji maszerując przez Świątkowo, Chojny, Dąbrowa, Łuszczyszyn do Burzenina nad Wartą. I i III batalion wraz z II/28 pal podjął marsz przez Nietuszynę do Stolca. III batalion podczas zbiórki pod Emanueliną został ostrzelany przez dywersantów niemieckich i poniósł straty w zabitych i rozproszonych żołnierzach. W rejonie Stolca III batalion wraz z 6 baterią 28 pal przez kilka godzin utrzymywał przyczółek na rzeczce Oleśnica i stoczył walkę z niemieckim oddziałem pancerno-motorowym 1 Dywizji Lekkiej, atak został zatrzymany pod ostrzałem 6/28 pal, batalion poniósł jednak straty. Następnie III/15 pp wraz z przydzielonymi pododdziałami i kawalerią dywizyjną ponownie zwarł się z jednostką pancerno-motorową pod Szynkielowem, ogniem 6/28 pal i własnych armat ppanc zniszczył i uszkodził kilkanaście pojazdów pancernych, następnie poprzez Niechmirów omijając Rychłocice przeprawił się przez rzekę w rejonie Jarocic. I batalion maszerując na otwartym terenie ok. godz. 8 został zbombardowany, a następnie podczas przeprawy przez Wartę koło Rychłocic został zaatakowany przez niemiecki oddział pancerno-motorowy, poniósł straty w zabitych i rannych, ale część batalionu pomaszerowała na most pod Burzeninem, a częściowo rozproszyła się. Z uwagi na przedwczesne wysadzenie mostu w Rychłocicach przez minierów 36 pp pozostawiła na zachodnim brzegu Warty część taborów. W trakcie kierowania przeprawą przez Wartę 3 września został ciężko ranny płk dypl. Władysław Frączek.

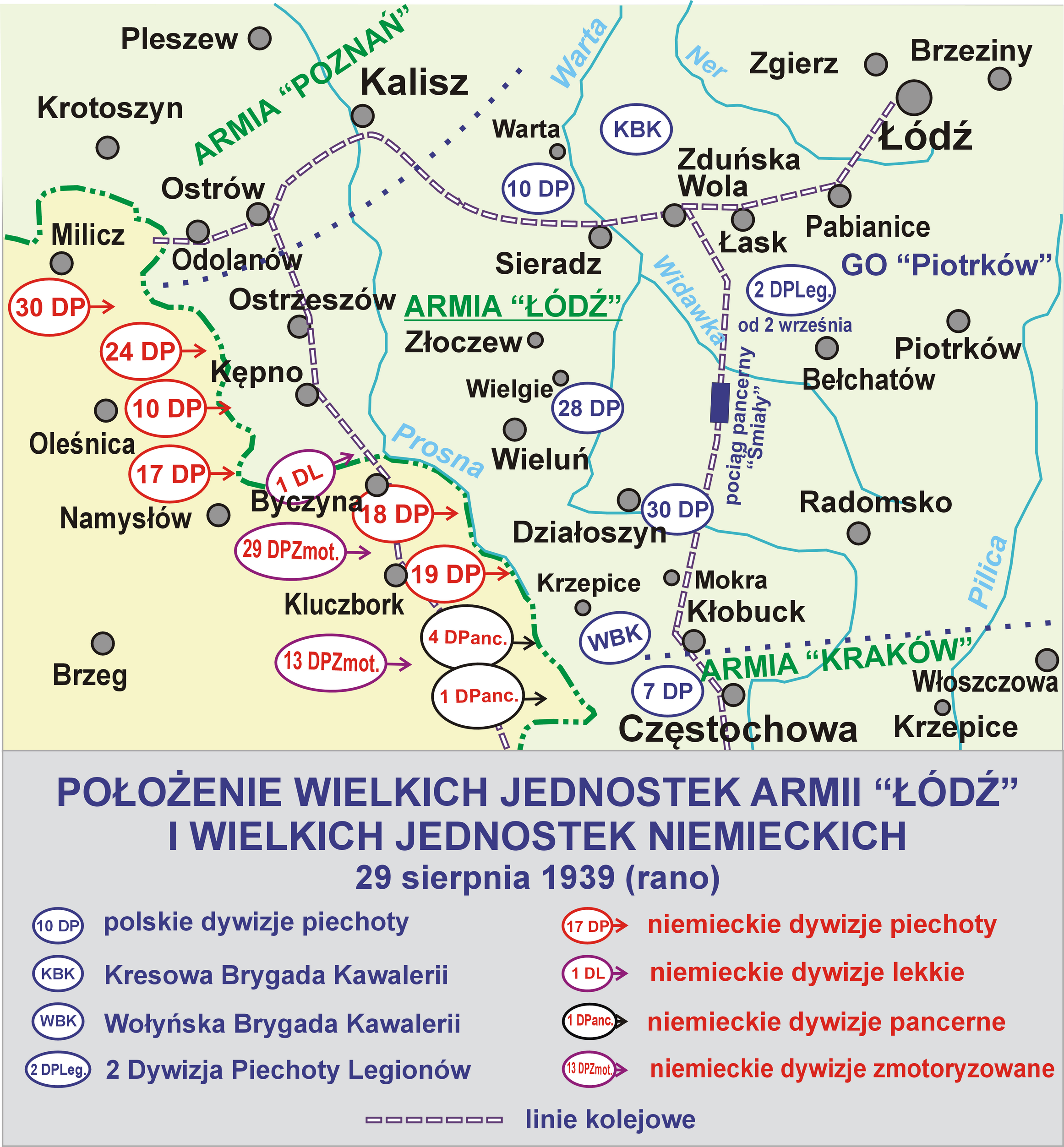
Pułk walczył w składzie 28 DP

Do końca 3 września przez Wartę przeprawiali się rozproszeni żołnierze 15 pp, częściowo dołączali do swoich pododdziałów. Dowództwo pułku objął 4 września czasowo dowódca II batalionu mjr W. Wieleżyński. Od 29 sierpnia z 15 pp była wydzielona do ochrony prac fortyfikacyjnych nad Wartą w Pstrokoniach w rejonie Strońska 4 kompania strzelecka, utrzymywała ona kluczowy punkt terenowy na południe od Strońska, w dniu 4 września dołączył do niej II batalion. Cały pułk zajął wtedy główną pozycję obronną za rzeką Widawką i Wartą od Pstrokoni, poprzez Kalinowa, Branka. 4 września pułk do południa wypoczywał i porządkował szeregi, stanowił II rzut dywizji. Ze względu na sforsowanie Warty 4/5 września, na odcinku prawego sąsiada 10 DP na osi Sieradz–Zduńska Wola, z pozycji osłanianej przez II/15 pp wyprowadzono nieudany kontratak 4 pułku piechoty Leg. Z uwagi na przełamanie głównej pozycji obronnej Armii "Łódź" na Warcie i Widawce i oskrzydlenie pozycji obronnej 28 DP, nocą 5/6 września "Wilki" wraz z macierzystą dywizją podjęły odwrót w kierunku miejscowości Ostrów. Dowództwo pułku objął mjr Józef Ratajczak dowódca I batalionu, a I batalionu kpt. Michał Mordwiłko. Dotychczasowe straty osobowe pułku, to 10% stanu.             

#### Walki o Pabianice
Następnej nocy pułk dotarł do zachodnich przedmieść Pabianic i Karniszewic. 7 września od świtu zajął obronę zachodnich, północnych i południowych przedmieść Pabianic na prawym skrzydle w dwóch rzutach II batalion, na lewym skrzydle w dwóch rzutach I batalion z czatą w sile wzmocnionej kompanii I batalionu przed główną linią obrony pułku w Karolewie. III batalion w odwodzie w zabudowaniach Pabianic, ze wsparciem II/28 pal. Ok. godz. 8.30 niemieckie pododdziały pułku piechoty zmot. SS "Leibstandarte AH" i I batalion 23 pułku pancernego z marszu zaatakowały Pabianice, nacierające oddziały zostały zatrzymane ogniem 15 pp i armat dywizjonu II/28 pal, zniszczono 2 czołgi i kilka samochodów, kompania I batalionu z Karolewa po utracie armaty ppanc wycofała się z płonącej wsi. Ok. godz. 10.00 przy wsparciu artylerii niemieckiej 17 DP i dywizjonu II/46 pac, niemiecki batalion I/ppzmot. SS "LAH" ze wsparciem czołgów zaatakował odcinek II/15 pp i wdarł się w rejon stacji kolejowej i cmentarza miejskiego, użycie odwodowych kompanii II i I batalionu niejednokrotnie w walce wręcz zmusiło wroga do wycofania się z Pabianic. Obie strony poniosły wysokie straty osobowe i w sprzęcie. O godz. 14.00-15.00 strona niemiecka po raz trzeci wykonała natarcie piechoty z pułku SS i czołgów z batalionu I/23 pułku pancernego. Ze stratami atak ten został odparty, głównie przez II batalion i częściowo I batalion "Wilków", pozostało na przedpolu wielu zabitych i rannych esesmanów i kilka zniszczonych i uszkodzonych czołgów, jeden z nich jako sprawny zasilił szeregi 15 pp. III batalion w Pabianicach i wokół miasta zwalczał niemieckich dywersantów wspomagających atak wojsk niemieckich. Straty "Wilków" również były duże poległ dowódca 3 kompanii ckm por. S. Bartłomowicz. W dniu 7 września nieprzyjaciel nie ponawiał uderzeń na Pabianice, z uwagi na związanie atakujących oddziałów przez wyjście na ich tyły 72 pułku piechoty we wsi Chechło.             

#### Walki odwrotowe
Z uwagi na dalsze oskrzydlenie stanowisk 28 DP o godz.21.00 15 pp w dwóch kolumnach rozpoczął odwrót w kierunku Ksawerowa, Widzewa, Rudy Pabianickiej dowództwo pułku, II i III batalion, pododdziały pułkowe i część II/28 pal, kolumnę zamykał zdobyczny pod Pabianicami czołg lekki, z załogą dwóch podoficerów pułku. Druga kolumna w składzie I batalion, kompania ppanc. z baterią 28 pal maszerowała na Dąbrowę, Laskowice i zachodni skraj Łodzi. W Ksawerowie, gdy zbliżyła się główna kolumna pułku zajmująca tam stanowiska jednostka niemiecka przepuściła pluton kolarzy, maszerujący jako straż przednia, następnie wysadziła przepust na 5 kilometrze szosy i z zasadzki otworzyła na maszerującą kolumnę zmasowany ogień karabinów maszynowych. Jako pierwszy dostał się pod ostrzał III batalion, zasadzka spowodowała panikę w szeregach utrudzonych całodziennym bojem żołnierzy. Część batalionów ich dowódcy rozwinęli po obu stronach szosy prowadząc walkę ogniową, co powodowało dalsze straty. Część żołnierzy została rozproszona, ok. 300 poległo, a część została ranna, wielu dostało się do niewoli. Poległ dowódca III batalionu mjr Karol Sadowski, rany odniósł por. Stanisław Piechowicz dowódca 5 kompanii strzeleckiej. W trakcie walki stracono większość koni w pułku jak i bateriach II/28 pal, na placu boju pozostało większość broni ciężkiej i sprzętu. Duża część III batalionu rozproszyła się. Resztki pułku dotarły do przedmieść Łodzi 8 września, gdzie z powodu braku paliwa porzucono i zniszczono zdobyczny czołg. Kolumna I batalionu dotarła do Łodzi, następnie podczas dalszego marszu dostała się w zasadkę ogniową jednostek niemieckiej 10 DP pod Strykowem, tam batalion uległ częściowemu rozproszeniu, stracił broń ciężką i tabor.             

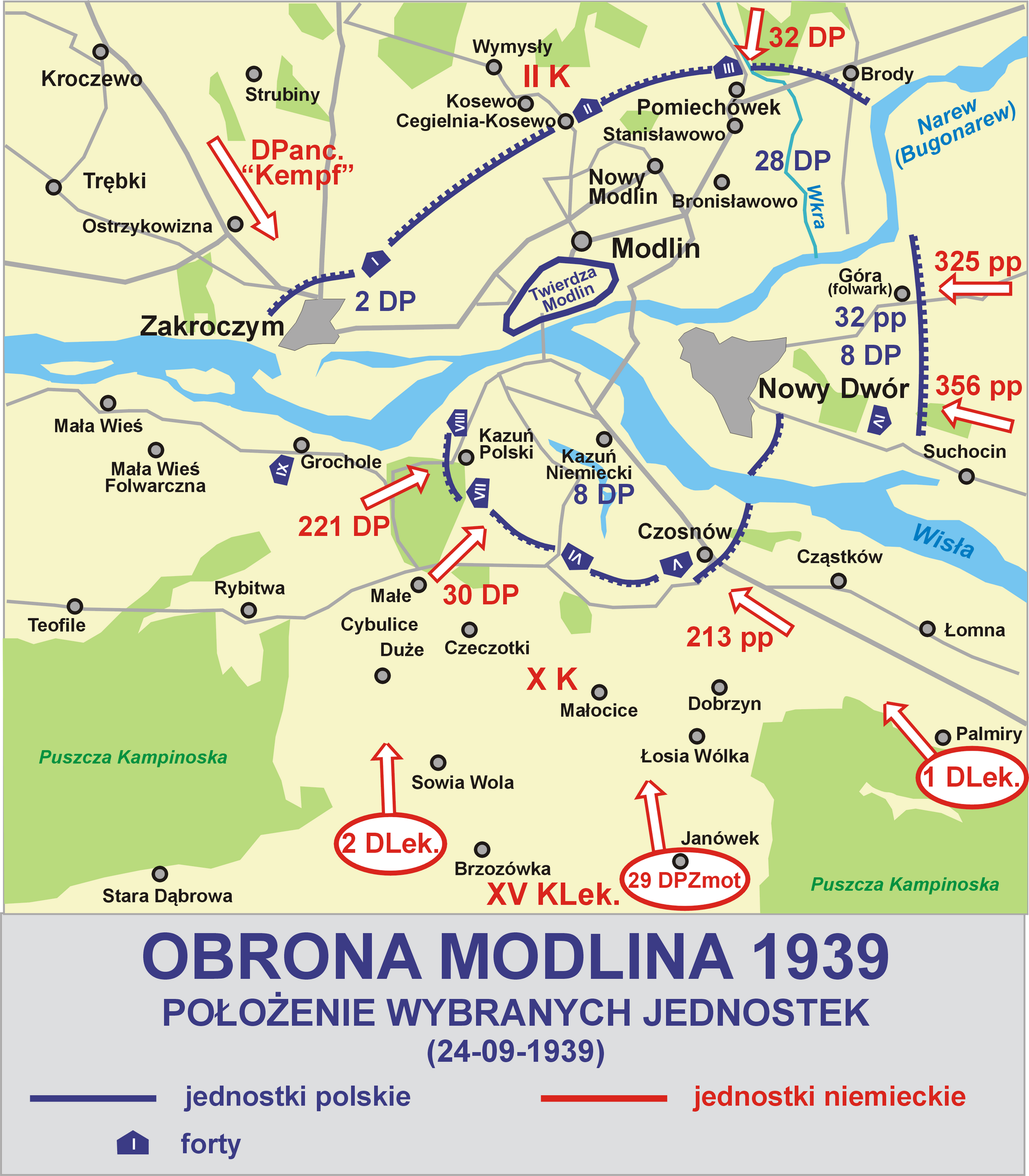
Obrona Modlina 1939

#### Przedzieranie się do Warszawy i Modlina
28 DP, a w jej składzie 15 pp zbierał się w Woli Makowskiej w okolicach Skierniewic. Ostatecznie z 15 pp powstał zbiorczy batalion piechoty, pluton artylerii piechoty i połowa kompanii ppanc. w sile ok. 500 żołnierzy (dołączali dalsi "rozbitkowie"). Po wypoczynku nocą 9/10 września rozpoczęto dalszy marsz częściowo pod ostrzałem artylerii niemieckiej w kierunku Puszczy Mariańskiej przez Skierniewice, Rudę za rzekę Rawkę. Po osiągnięciu puszczy odpoczywano, po czym nocą 10/11 września podjęto dalszy marsz przez Grabinę, Franciszkowo i Lubno i dotarto do lasów na zachód od Żyrardowa. 10 września 28 DP weszła w skład Grupy Operacyjnej gen. bryg. W. Thommée. Kolejnej nocy 11/12 września 28 DP podjęła marsz w kierunku Warszawy, pozostałości 15 pp maszerowały w straży tylnej dywizji. Podczas natarcia 36 pułku piechoty Legii Akademickiej na Pruszków, Parzniew i Helenów, batalion zbiorczy 15 pp osłaniał natarcie od strony Grodziska Mazowieckiego. Natarcie 36 pp LA zaległo, jednostki niemieckiej 31 DP przeszły do kontrataku, 36 pułk wycofał się do Brwinowa, batalion 15 pp odparł natarcie z Grodziska Maz. Pozostałość 28 DP opuściła Brwinów i okolice, podjęła marsz do Błonia i Puszczy Kampinoskiej. Kompania zbiorcza II batalionu mjr. Wieleżyńskiego (3 oficerów i kilkudziesięciu szeregowych) nie powiadomiona na czas o odwrocie przemknęła pomiędzy niemieckimi oddziałami i 15 września dostała się do Warszawy. Mjr Wieleżyński wraz ze swoimi żołnierzami wszedł w skład 336 pp, od 16 września jako dowódca III batalionu.   

#### W obronie Modlina
Po dwóch dniach marszu, 14 września do Twierdzy Modlin dotarły resztki 28 DP, a wśród nich 150 żołnierzy 15 pp. 16 września do Modlina z Warszawy dowódca PD 8 Dywizji Piechoty płk dypl. L. Leveaux przyprowadził duży oddział zbiorczy żołnierzy pochodzących z Armii "Łódź", wśród nich znalazło się wielu z składu 15 pp. Spośród wszystkich obecnych żołnierzy 15 pp odtworzono I batalion 15 pp pod dowództwem mjr. Władysława Naprawy. Odtworzono też kompanię ppanc. w zmniejszonym składzie. I batalion został wysłany wraz z dowództwem pułku i komp. ppanc. do dyspozycji dowódcy odcinka "Pomiechówek". Po czym od 18 września przesunięty został na odcinek "Góra" w rejonie Okunina jako odwód 8 DP. Na tym odcinku od ostrzału artylerii niemieckiej stracił kilku poległych i rannych. Odtworzono też II batalion pułku z żołnierzy rozbitków różnych jednostek, stacjonujących w Modlinie. I batalion od nocy 21/22 września przegrupowany został jako odwód 30 Dywizji Piechoty w Kazuniu, 23 września przydzielony do 82 pułku piechoty obsadził dolinę Wisły między szosą Warszawa–Modlin, a rzeką. Na przydzielonym odcinku I/15 pp prowadził rozbudowę inżynieryjną wsparty pułkowymi armatami ppanc. Do kapitulacji Modlina prowadził walki patroli oraz ponosił straty od ostrzału niemieckiej artylerii. W dniu 29 września 15 pp złożył broń.  
Obsada I batalionu 15 pp w Modlinie  
- dowódca batalionu – mjr piech. Władysław Naprawa
- dowódca 1 kompanii strzeleckiej – por. piech. rez. Andrzej Zięba
- dowódca 2 kompanii strzeleckiej – ppor. piech. Józef Nasiełowski
- dowódca 3 kompanii strzeleckiej – ppor. piech. Leon Artukiewicz
- dowódca kompanii ckm – por. piech. rez. Zbigniew Roman Rubach (82 pp)
- dowódca kompanii ppanc – por. piech. Marian Adam Stępień[62].

### Pododdziały zmobilizowane w garnizonie po wyjeździe 15 pp na front.
Pozostałościami 15 pp w Dęblinie dowodził mjr Tadeusz Sobolewski, sformował on ze zgłaszających się żołnierzy w mobilizacji powszechnej:
- batalion marszowy 15 pp, powstały w okresie do 6 września 1939 roku pod dowództwem por. rez. Jerzego Pankowskiego. W następnych dniach wszedł on w skład 95 pułku piechoty rez. ppłk. Stefana Stankiewicza. Początkowo bronił on linii rzeki Wisły. Następnie po wcieleniu do 95 pp pomaszerował wraz z 39 DP rez. pod dowództwem mjr. Konrada Hanaka i walczył na terenie Lubelszczyzny.
- III/93 pp rez. walczył w ramach 39 DP rez.
- 14 samodzielna kompania km i br t jednostka dywizyjna 39 DP rez. pod dowództwem kpt. Eugeniusza Ladenbergera, do 10 września uczestniczyła w obronie wschodniego brzegu Wisły na południe od Dęblina. Następnie uczestniczyła wraz z macierzystą dywizją w walkach na Lubelszczyźnie.
- 13 zmotoryzowana kompania ppanc. sformowana w Rembertowie z żołnierzy przekazanych z 15 pp, pod dowództwem ppor. Teodora Banaszczyka. Uczestniczyła w obronie Warszawy, w składzie Grupy Pancerno-Motorowej kpt. B. Kowalskiego, brała udział w wypadzie ppłk. Chmury na Okęcie, pod koniec walk wspierała obronę pododcinka "Wola.
- Oddział Zbierania Nadwyżek 15 pp pod dowództwem mjr. T. Sobolewskiego ewakuował się 7 września na wschód kraju. Część oddziału weszła w skład improwizowanych pododdziałów organizowanych na Wołyniu. Pozostała część została rozwiązana 25 września w rejonie Kowla[63].

## Obsada personalna we wrześniu 1939
Obsada personalna pułku we wrześniu 1939 roku
Dowództwo
- dowódca pułku – płk dypl. Władysław Frączek (ranny 3 IX), mjr Walery Wieleżyński (p.o 4-6 IX 1939), mjr Józef Ratajczak (od 6 IX 1939)
- I adiutant – kpt. Franciszek Polkowski
- II adiutant – ppor. rez. Henryk Ciślok
- kwatermistrz – kpt. Jan Kowalczyk
- naczelny lekarz – por. lek. dr Władysław Mazurek
- dowódca kompanii gospodarczej – por. Józef Grodziecki
- kapelan – ks. st. kap. Bronisław Trus
- kapelan – ks. kap. Stanisław Hładuniak

I batalion
- dowódca batalionu – mjr Józef Ratajczak (od 6 IX dowódca pułku), kpt. Michał Mordwiłko
- adiutant – ppor. rez. Antoni Bocian
- dowódca 1 kompanii strzeleckiej – por. rez. Andrzej Zięba
- dowódca I plutonu – ppor. Stanisław Czaja
- dowódca II plutonu – ppor. rez. Józef Kleczewski
- dowódca III plutonu – ppor. rez. Henryk Piątkowski
- dowódca 2 kompanii strzeleckiej – kpt. Kazimierz Sokołowski
- dowódca I plutonu – pchor. Jan Grobecki
- dowódca II plutonu – ppor. rez.Franciszek Panowicz
- dowódca III plutonu – ppor. rez. Józef Kostecki
- dowódca 3 kompanii strzeleckiej – ppor. Antoni Słyk
- dowódca I plutonu – ppor. rez. Marian Michalik
- dowódca II plutonu – ppor. rez. Aleksander Marian Cichocki
- dowódca III plutonu – ppor. rez. Adolf Waszkiewicz
- dowódca 1 kompanii ckm – por. Mieczysław Grzebieniowski
- dowódca I plutonu – sierż. pchor. Józef Kręczek
- dowódca II plutonu – ppor. rez. Tadeusz Karbowski
- dowódca III plutonu – ppor. rez. Antoni Kijak
- dowódca plutonu taczanek – ppor. rez. Marian Kajka
- dowódca plutonu moździerzy – ppor. rez. Władysław Cichocki

II batalion
- dowódca batalion – mjr Walerian Wieleżyński (p.o. d-cy pułku 4-6 IX)
- adiutant – ppor. rez. Kazimierz Dąbrowski
- dowódca 4 kompanii strzeleckiej – kpt. Michał Mordwiłko (od 6 IX dowódca I batalionu), ppor. rez. Feliks Kanclerz (od 6 IX 1939)[65]
- dowódca I plutonu – ppor. rez. Feliks Kanclerz
- dowódca II plutonu – ppor. rez. Jarosław Puryszewski
- dowódca III plutonu – ppor. rez. Zygmunt Borzym
- dowódca 5 kompanii strzeleckiej – por. Stanisław Piechowicz
- dowódca I plutonu – sierż. pchor. Wincenty Kropornicki
- dowódca II plutonu – ppor. rez. Zygmunt Sławeta
- dowódca III plutonu – ppor. rez. Józef Zamorski
- dowódca 6 kompanii strzeleckiej – ppor. Józef Nasiełowski
- dowódca I plutonu – ppor. rez. Aleksander Chachaj
- dowódca II plutonu – ppor. rez. Józef Wolszczak
- dowódca III plutonu – ppor. rez. Stanisław Russek
- dowódca 2 kompanii ckm – por. Szczepan Ochap-Lipiński
- dowódca I plutonu – ppor. rez. Stefan Żbikowski
- dowódca II plutonu – ppor. rez. Franciszek Bartczak
- dowódca IIII plutonu – ppor. rez. Tadeusz Conio
- dowódca plutonu taczanek – ppor. rez. Tadeusz Kurzepa
- dowódca plutonu moździerzy – pchor. Tadeusz Sobczak

III batalion
- dowódca batalionu – mjr Konrad Sadowski (do +7 IX 1939)[66]
- adiutant – ppor. rez. Tadeusz Roguski
- dowódca 7 kompanii strzeleckiej – ppor. Ludwik Marszałek
- dowódca I plutonu – ppor. rez. Kryspin Eytner
- dowódca II plutonu – ppor. rez. Zygmunt Kazimierz Bigelmajer
- dowódca III plutonu – ppor. rez. Czesław Sasinowski
- dowódca 8 kompanii strzeleckiej – por. Wincenty Ciaś
- dowódca I plutonu – ppor. rez. Ryszard Żbikowski
- dowódca II plutonu – ppor. rez. Janusz Kolbiński
- dowódca III plutonu – ppor. rez. Kazimierz Walczuk
- dowódca 9 kompanii strzeleckiej – ppor. Henryk Woźniak
- dowódca I plutonu – ppor. rez. Kazimierz Woźniak
- dowódca II plutonu – pchor. Marcin Walczuk
- dowódca III plutonu – ppor. rez. Marian Jarecki
- dowódca 3 kompanii ckm – por. Stanisław Marek Bartłomowicz (do+7 IX 1939)[65]
- dowódca I plutonu – ppor. rez. Alfons Tarnowski
- dowódca II plutonu – ppor. rez. Michał Korzempa
- dowódca III plutonu – ppor. rez. Wincenty Dempnik
- dowódca plutonu taczanek – ppor. rez. Józef Ortyl
- dowódca plutonu moździerzy – pchor. rez. Tadeusz Nowocień

Pododdziały specjalne
- dowódca kompanii zwiadu – kpt. Zdzisław Pirożek
- dowódca plutonu konnych zwiadowców – ppor. rez. Ludwik Molewski
- dowódca plutonu kolarzy – ppor. rez. Zbigniew Marcinkowski
- dowódca kompanii przeciwpancernej – por. Marian Adam Stępień
- dowódca plutonu artylerii piechoty – por. Bolesław Sobolewski
- dowódca plutonu pionierów – por. Zygmunt Żyłka-Żebracki
- dowódca plutonu przeciwgazowego – por. rez. Marian Kawiak
- dowódca plutonu łączności – por. Roman Jaworski

### Kawalerowie Virtuti Militari
Żołnierze pułku odznaczeni Orderem Wojennym Virtuti Militari za kampanię wrześniową 1939 roku

Krzyżem Złotym

- płk dypl. Władysław Frączek
- śp. mjr Józef Ratajczak

Krzyżem Srebrnym

- śp. por. Roman Jaworski
- mjr Walerian Wieleżyński
- mjr Władysław Naprawa
- kpt. Kowalczyk Jan
- por. Żebracki Zygmunt
- por. Ochap-Lipiński Szczepan
- por. Piechowicz Stanisław
- por. Karbowski
- por. lek. dr Władysław Mazurek

Krzyżem Walecznych po raz trzeci odznaczeni zostali: śp. kapelan Hładuniak (parafia Dęblin), kpt. Polkowski Franciszek, kpt. Mordwiłko Michał, por. Grzebieniowski Mieczysław, por Stępień  Marian, por. Grodzicki Józef, ppor. Ciaś Wincenty, ppor.inż Morawski Ludwik, st.sierż Piotrowski Mikołaj, st.sierż. Decyka Jan, sierż Łysoniak, plut. Jabłoński Władysław, plut. Walczyk Jan, st.strz. Sienkiewicz Władysław, strz. Łatosiak Jan, strz. Winnicki Marian, strz. Łapczuk Teofil, strz. Margules Hersze, strz. Łaszczyński Witold.

## Symbole pułkowe
Sztandar
Przedstawiciele miasta Bochni na jednym z zebrań rady miejskiej postanowili ufundować 15 pułkowi piechoty chorągiew własnym kosztem. 21 lipca 1921 roku, kiedy pułk pozostawał na obszarze Mołodeczna, delegat miasta Bochni Pan Rachwał przywiózł chorągiew do miejsca postoju pułku. Poświęcenie oraz wręczenie jej pułkowi przed dowódcę 9 Dywizji Piechoty pułkownika Mieczysława Trojanowskiego odbyło się uroczyście 6 sierpnia 1921 roku w Chołżowie obok Mołodeczna.
W obliczu klęski 15 p.p. we wrześniu 1939 decyzją st. sierż. Bronisława Czecha (szef kancelarii pułku) sztandar został zakopany pod Brwinowie, później w okresie okupacji niemieckiej został odkopany przez żołnierzy 15 Pułku Piechoty „Wilków” Armii Krajowej, po czym przewieziony do Dęblina i ukryty naprzeciw wejścia do garnizonu przedwojennego pułku w klombie kwiatowym przed domem st. wachm. Ziółkowskiego, którego żona po wojnie przekazała sztandar, który trafił do Muzeum Wojska Polskiego w Warszawie (tam - zrekonstruowany - znajduje się obecnie). 2 lipca 1947 roku prezydent RP Bolesław Bierut, na wniosek Ministerstwa Obrony Narodowej, odznaczył Stefanię Wozińską Brązowym Krzyżem Zasługi „za przechowanie w okresie okupacji sztandaru 15 p. piechoty”. 
Odznaka pamiątkowa

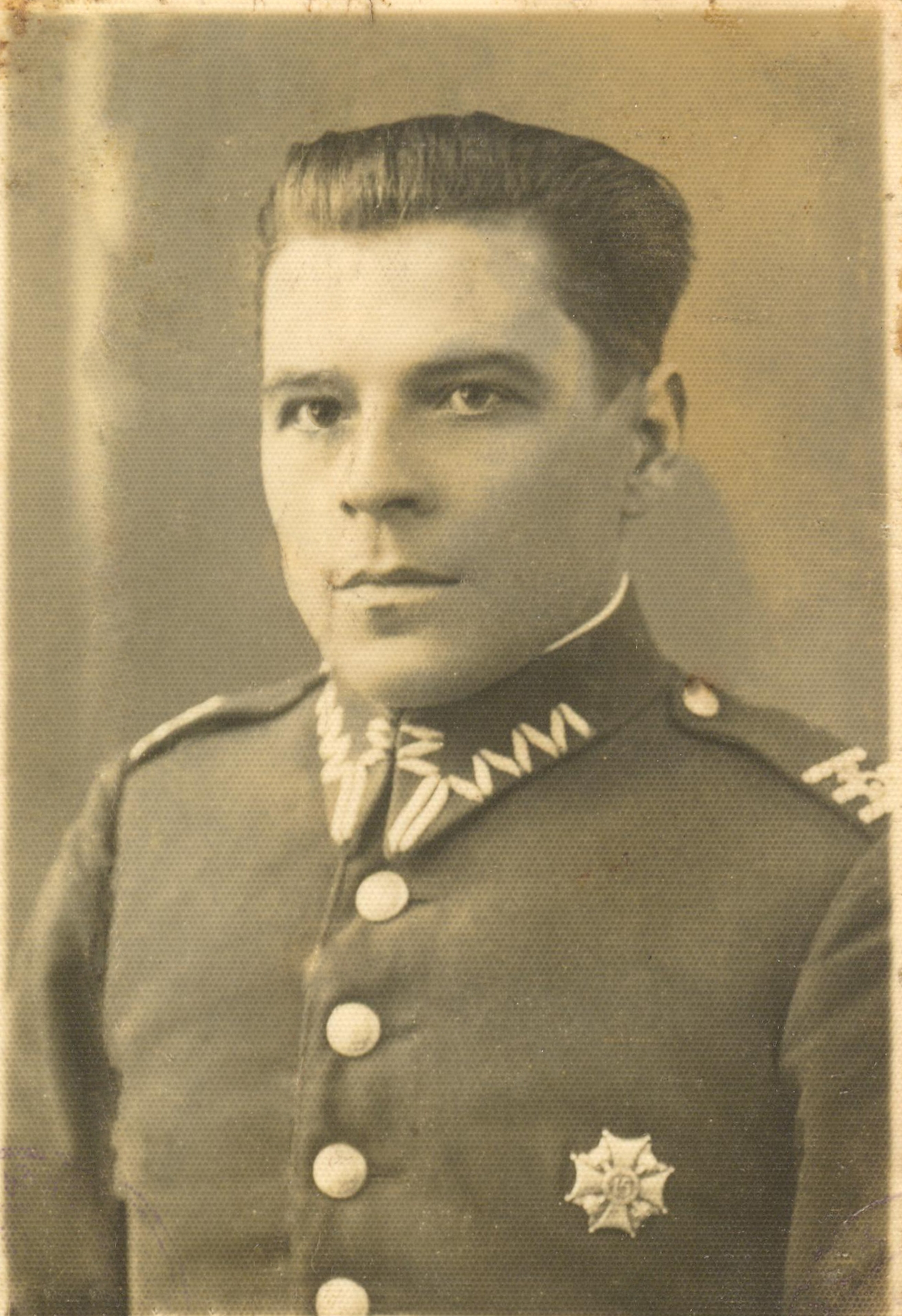
Plut. Józef Kowalik z odznaką pamiątkową 15 pp

28 czerwca 1932 roku minister spraw wojskowych marszałek Polski Józef Piłsudski zatwierdził wzór i regulamin odznaki pamiątkowej 15 pułku piechoty. Odznaka o wymiarach 41x41 mm ma kształt krzyża kawalerskiego. Pośrodku na okrągłej tarczy wpisany numer pułku „15”. Ramiona krzyża zakończone kulkami połączone są czterema łbami wilków. Odznaka jednoczęściowa, wykonana w srebrze, na rewersie próba srebra i imiennik grawera „WG” – Wiktor Gontarczyk z Warszawy.
„Wilki”
3 lipca 1920 na odprawie oficerskiej w Ogoliczach dowódca pułku mjr Bolesław Zaleski nadał pułkowi nazwę „Wilków". Uczynił to na pamiątkę zażartych walk, nieustępliwej postawy w obronie, brawury w natarciu, hartu ducha i wiary w ostateczne zwycięstwo oręża polskiego. Ogłaszając to w rozkazie dziennym, wezwał wszystkich do dalszych chwalebnych czynów i do godnego bronienia tego miana wszędzie i zawsze w imię wzniosłego hasła pułku „Honor i Ojczyzna”.

## „Wilki” – żołnierze 15 pułku piechoty
Dowódcy pułku
- ppłk Wilhelm Fryś (30 XII 1918 – 30 V 1919[76] )
- ppłk Rudolf Tarnawski (1 VI - 4 X 1919[76] )
- mjr Józef Wolf (5 X - 1 XII 1919[76] )
- ppłk Romuald Dąbrowski (2 XII 1919 – 19 I 1920[76] )
- mjr Józef Wolf (20 I - 22 V 1920[76] )
- mjr Bolesław Zaleski (od 23 V 1920[76] )
- mjr Edward Dojan-Surówka (od 1921)
- ppłk p.d. SG Antoni Kamiński (do 15 IX 1923 → słuchacz Kursu Doszkolenia WSWoj[77].)
- ppłk Romuald Kohutnicki (15 IX 1923 – 31 VIII 1925 → dyspozycja dowódcy Okręgu Korpusu Nr I)
- płk SG Ludwik Lichtarowicz (XI 1925 – VII 1927 → dyspozycja komendanta CWSW[78])
- ppłk piech. Leon Piątkiewicz (VII 1927 – I 1928 → praktyka poborowa w PKU Skierniewice[79])
- ppłk SG / płk dypl. piech. Jan Jagmin-Sadowski (I 1928[79] - 16 IX 1931 → dowódca piechoty dywizyjnej 23 DP[80])
- ppłk piech. Władysław Teodor Wojakowski (od 23 X 1931[81])
- ppłk / płk piech. Władysław Mikołajczak (4 VII 1935[82] – 18 VI 1938 → dowódca pułku KOP „Wołożyn”)
- płk dypl. Władysław Frączek (1938 – 3 IX 1939)
- mjr piech. Walerian Wieleżyński (p.o. 4 – 6 IX 1939)
- mjr piech. Józef Ratajczak (od 6 IX 1939)

Zastępcy dowódcy pułku
- ppłk piech. Leon Piątkiewicz (VII 1922 – VII 1927 → dowódca pułku[84])
- ppłk SG Modest Ratuszyński (XI 1927[85] – XI 1928[86] → Biuro Uzupełnień MSWojsk.)
- ppłk piech. Rudolf Matuszek (XI 1928[87] – I 1930 → zastępca dowódcy 36 pp[88])
- ppłk piech. Franciszek Rataj (I 1930[88] – III 1932 → komendant PKU Toruń[89])
- ppłk piech. Stanisław Hojnowski (1 IV 1932[90] – XI 1935)
- ppłk piech. Stefan Marceli Kotowski (1939)

II zastępca (kwatermistrz)
- mjr piech. Tadeusz Marian Sobolewski (do VIII 1939)

### Żołnierze 15 pułku piechoty – ofiary zbrodni katyńskiej
Biogramy ofiar zbrodni katyńskiej znajdują się między innymi w bazach udostępnionych przez Ministerstwo Kultury i Dziedzictwa Narodowego oraz Muzeum Katyńskie.
| Nazwisko i imię     | stopień    | zawód            | miejsce pracy przed mobilizacją            | zamordowany |
| ------------------- | ---------- | ---------------- | ------------------------------------------ | ----------- |
| Amerek Jan          | ppor. rez. | prawnik, mgr     | Sąd Apelacyjny w Lublinie                  | Katyń       |
| Kręglicki Wacław    | ppor. rez. | nauczyciel       | kier. Szkoły Powszechnej w Krystynie       | Katyń       |
| Malanowski Piotr    | ppor. rez. | nauczyciel       | kier. Szkoły Powszechnej nr 54 w Warszawie | Katyń       |
| Bartczak Franciszek | ppor. rez. | technik mechanik |                                            | Charków     |
| Frelek Franciszek   | por. rez.  | nauczyciel       |                                            | Charków     |
| Kurek Kazimierz     | ppor. rez. | absolwent SGH    |                                            | Charków     |
| Skurowski Mikołaj   | ppor. rez. | technik ogrodnik |                                            | Charków     |
| Wierzbicki Wacław   | ppor. rez. |                  | Ministerstwo Sprawiedliwości               | Charków     |